# نيلسون إس. رومان
نيلسون إس. رومان (بالإنجليزية: Nelson S. Roman)‏ هو محامي وقاضي أمريكي، ولد في 29 يوليو 1960 في نيويورك في الولايات المتحدة.